# HTM〜TIARTROP FLES〜
『HTM〜TIARTROP FLES〜』（エイチティーエム）は、日本の女性歌手hitomiのカップリング・ベスト・アルバムである。

## 解説
- 初のB面集。
- CCCD。
- アルバム連続トップ10入りの記録は本作で途切れた。

## 収録曲
1. Fighting Girl (5:29)
作詞：hitomi、作曲：萩原慎太郎、編曲：渡辺善太郎
20thシングル「INNER CHILD」のカップリング曲。
2. BLADE RUNNER (3:56)
作詞：hitomi、作曲：maho fukami、編曲：渡辺善太郎
25thシングル「flow/BLADE RUNNER」の2曲目。
3. 7 (SEVEN) (3:43)
作詞：hitomi、作曲：長尾大、編曲：tasuku
23rdシングル「SAMURAI DRIVE」のカップリング曲。
4. 永遠というカテゴリー (4:27)
作詞：hitomi、作曲：多胡邦夫、編曲：渡辺善太郎
18thシングル「MARIA」のカップリング曲。
5. アイドルを探せ (LA PLUS BELLE POUR ALLER DANSER) (3:15)
作詞：シャルル・アズナヴール、作曲：ガーバレンツ・ジョルジュ、編曲：渡辺善太郎
17thシングル「LOVE 2000」のカップリング曲。
シルヴィ・ヴァルタンの楽曲のカバー。
6. destiny (4:32)
作詞：hitomi、作曲：鎌田雅人、編曲：渡辺善太郎
17thシングル「LOVE 2000」のカップリング曲。
7. プラスティックタイムマシーン (8・2・1 version) (4:49)
作詞：小林亮三、作曲：cune、編曲：渡辺善太郎
25thシングル「flow/BLADE RUNNER」のカップリング曲。
6thアルバム『huma-rhythm』収録曲の別バージョン。
8. innocence (regenerated version) (6:39)
作詞：hitomi、作曲：北野正人、編曲：守時龍巳
23rdシングル「SAMURAI DRIVE」のカップリング曲。
22ndシングル(2曲目)の別バージョン。
9. My Planet (4:49)
作詞：hitomi、作曲：小室哲哉、編曲：小室哲哉
24thシングル「Understanding」のカップリング曲。
チャリティーアルバム『VARIOUS ARTISTS FEATURING songnation』収録曲。
10. エレファントラブ (atami feat.hitomi) (5:06)
作詞：hitomi、作曲：渡辺善太郎、編曲：渡辺善太郎
atamiのアルバム『doppler』収録曲。
表記はないが別バージョンが収録され、後に(PINKY BICYCLE Ver.)としてatamiのベストアルバムにも収録された。